# Qilin (fabeldier)

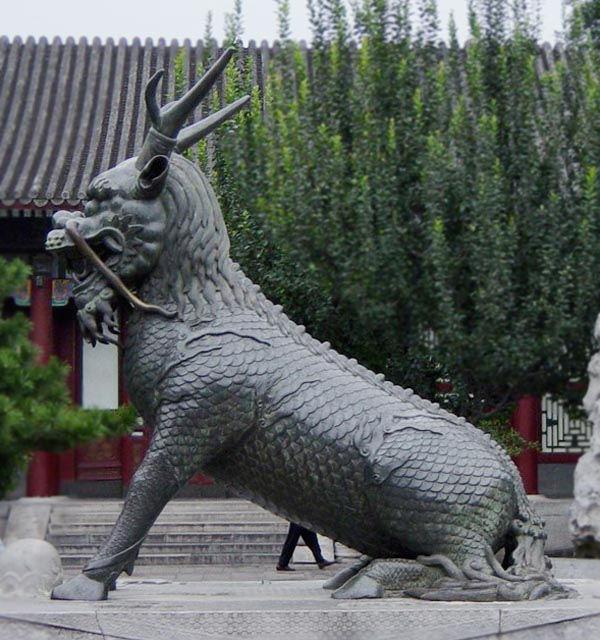
Een meer Japanse variant van qilin

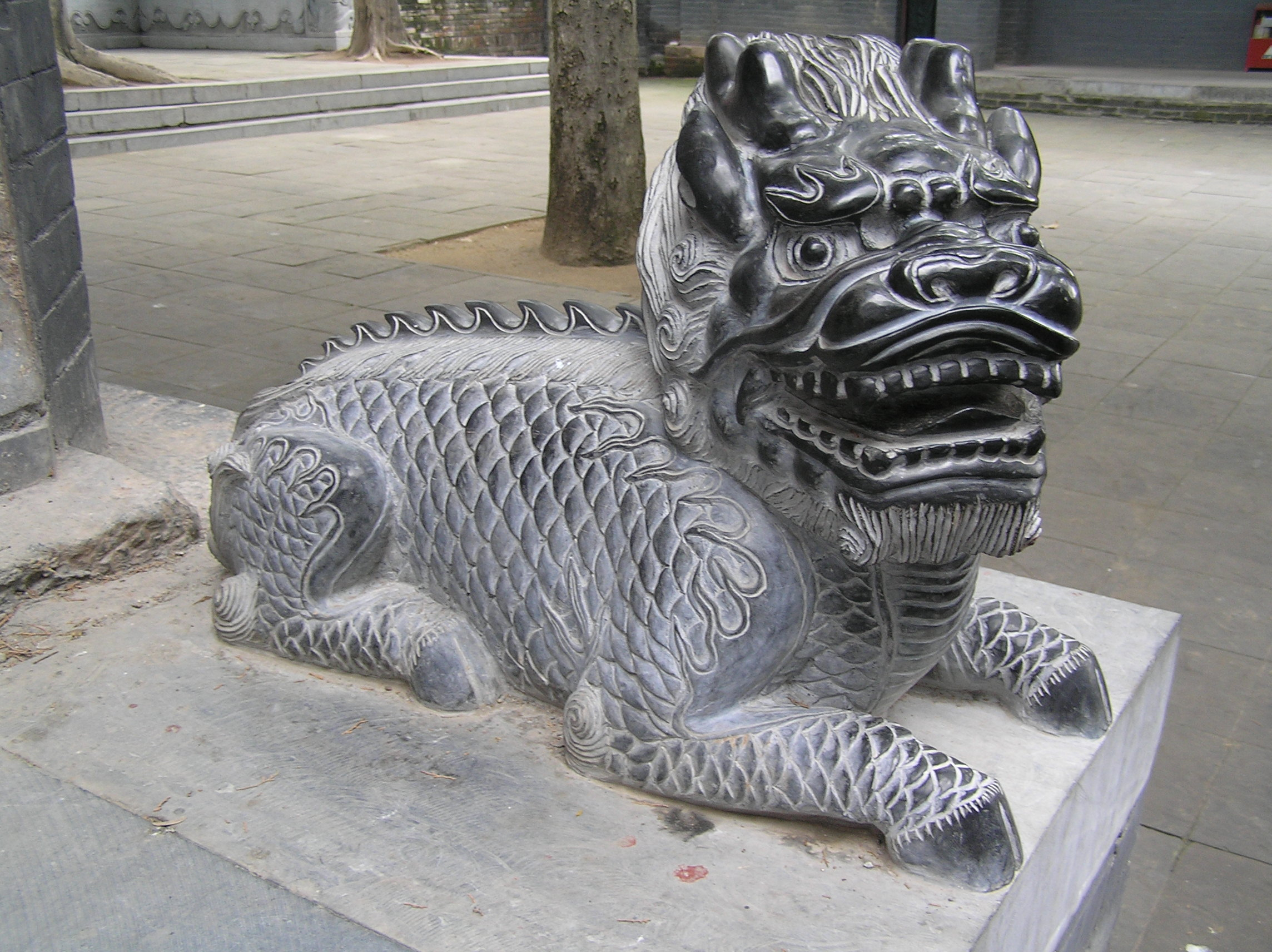
Qilin bij een Shaolin-tempel

De qilin (Chinees: 麒麟; pinyin: qílín) is een fabeldier die ook wel (Chinese) eenhoorn wordt genoemd. Het heerst over de 360 dieren van de aarde zoals de Feng Huang over de 360 vogels heerst. Het is een van de vier gunstige, hemelse dieren van China, een goedaardig dier dat niet op insecten trapt of levend gras eet. De qilin heeft mannelijke (qi) en vrouwelijke (lin) krachten. 
Qilin is een van de vier Hemelse dieren:
- De feniks (Feng Huang) - leider van dieren met veren
- De schildpad - leider van de dieren met een schelp of schild
- De Chinese draak - leider van de dieren met schubben
- De eenhoorn (qilin) - leider van dieren met haren

De qilin heeft het lijf van een hert, de staart van een os, de hoeven van een paard en een lange, vlezige hoorn op zijn kop. De vijf heilige kleuren (rood, geel, blauw, wit en zwart) sieren zijn lijf en zijn stem is als een kloosterbel. Het dier is in het hart van de aarde geboren, leeft achter de wolken en verschijnt alleen om belangrijke gebeurtenissen of geboortes aan te kondigen (net als de Feng Huang). 
Chinese bruiden hangen tekeningen van de qilin in hun kamer voor een vlotte bevalling.
Een andere Chinese variant van de eenhoorn is de xiezhi.

## De qilin in verhalen
Volgens de legende zat keizer Fuxi op een rivieroever toen er ineens een dier naast hem verscheen, met magische symbolen op zijn rug. De keizer tekende de symbolen over in de grond; dit waren de eerste tekens van het Chinese schrift.
Enkele maanden voor de geboorte van Confucius verscheen een qilin aan diens moeder. Op een tablet in zijn bek stond, “De zoon van de berg van kristal zal heersen als koning zonder troon”. De verbaasde vrouw bond een lint uit haar haar om de hoorn van het dier. Toen Confucius oud was, vond hij een door jagers verwonde qilin. Hij zag het lint en wist dat hij spoedig zou sterven.